# 砲列甲板

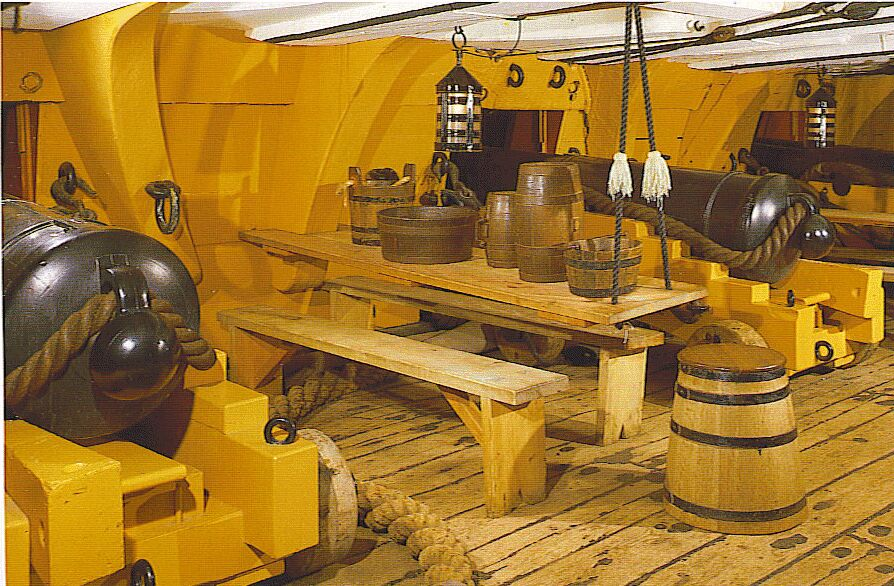
現存する戦列艦HMSヴィクトリーの砲列甲板

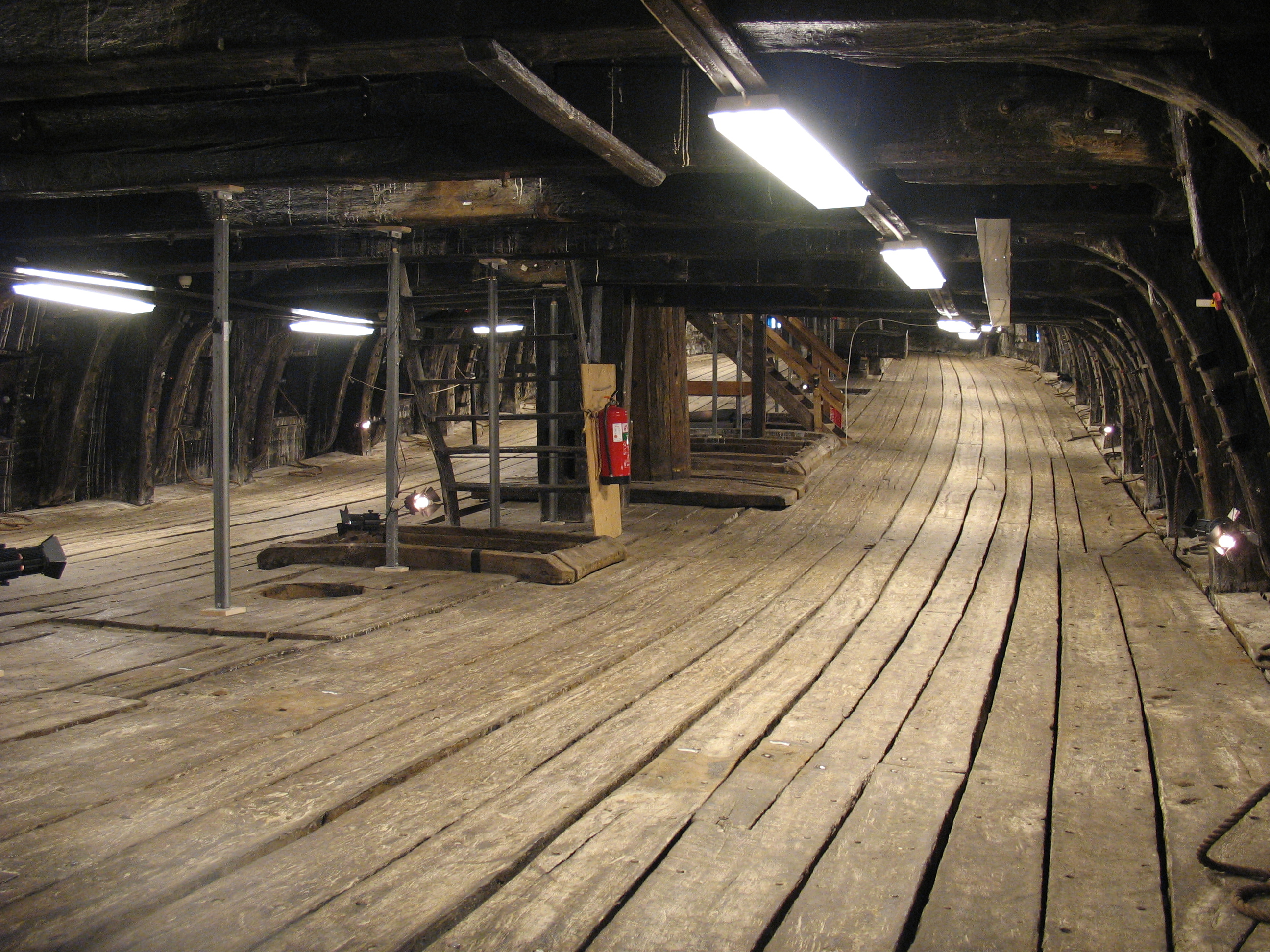
スウェーデンの17世紀の戦列艦ヴァーサの下部砲列甲板。正面は船首方向

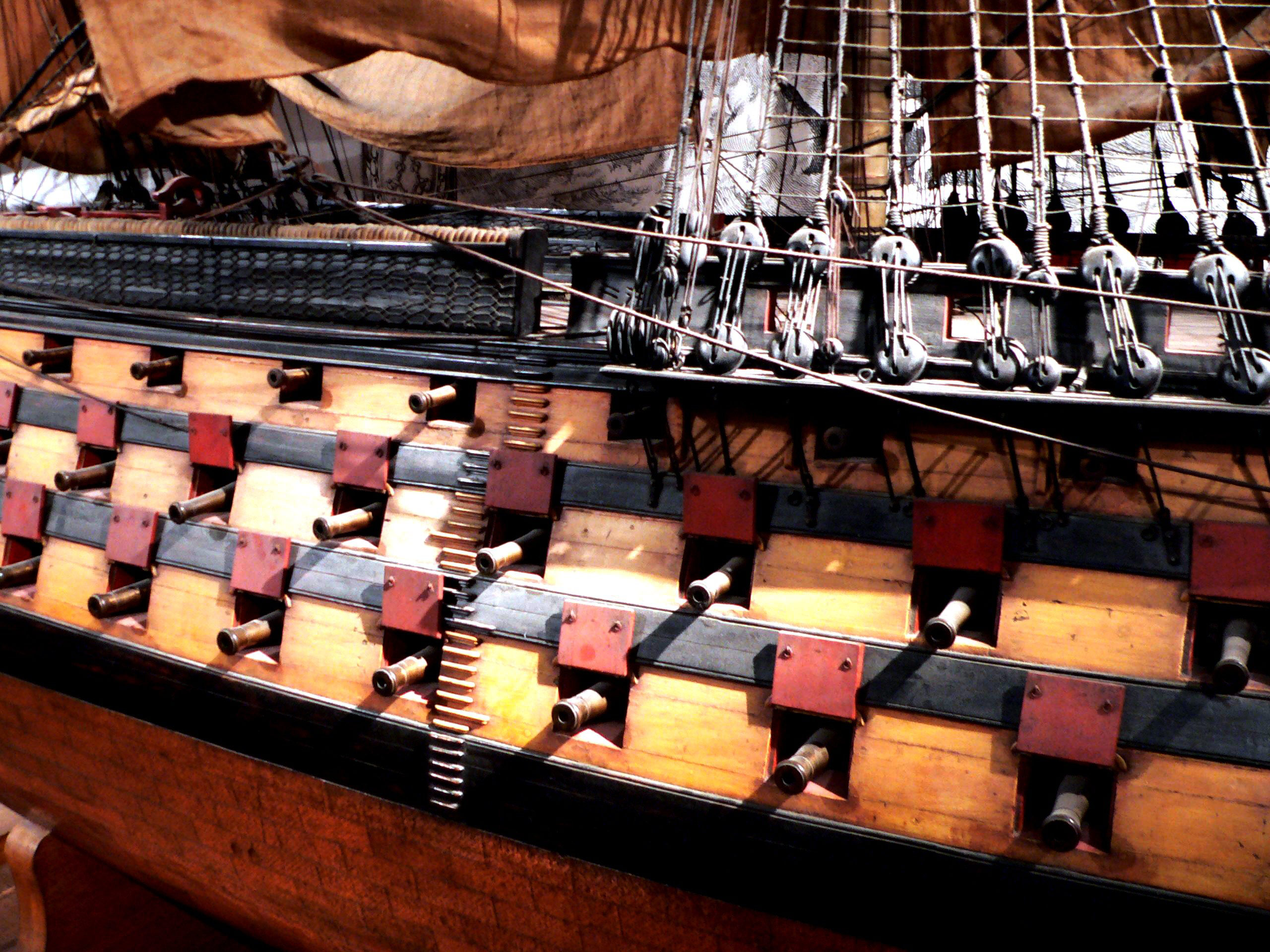
フランスの戦列艦エタ・ド・ブルゴーニュの片舷斉射用舷側

砲列甲板（英語：Gun deck、ガンデッキ）とは、主に片舷斉射用舷側の大砲を配置する甲板を指す用語である。
しかし、たくさんの砲を配したフリゲートや等級の無い船、上部甲板、後部甲板、船首楼はガンデッキとは呼ばない。一方、上部甲板下の天井に覆われた甲板は、砲が無くてもガンデッキと呼ばれる。

## 反射法地震探査
反射地震学探査を行う船の最下部は、水中で圧縮空気を瞬間的に放出し、海底に向かって衝撃波を出すための「エアガン」を備えておりガンデッキと呼ばれる。

## スラング
ネイビースラングでは、「ガンデッキ」はでっち上げや改竄を意味している。
元となる説がいくつかあり、一つは片舷斉射用舷側に追加のガンポートの絵を描き、敵へ脅威を認識させ対戦を諦めさせようとしたという話。もう一つは、一日3回行われる天測航法の報告を、海軍士官候補生がガンデッキで速度などから予測値を算出（外挿）する船位推算で、でっち上げたという説である。
この用語は、現在でも作業をさぼるための文書の改ざん等を指摘する際に使われる。